# Herbert Schmalz

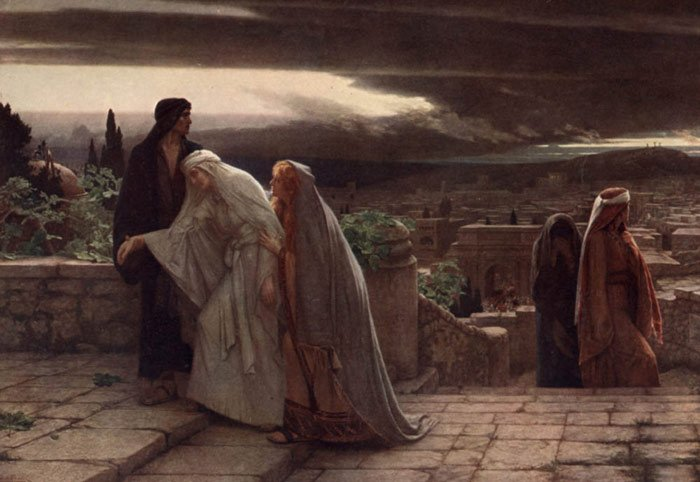
Herbert Schmalz: Return from Calvary

Herbert Gustave Schmalz  (nabij Newcastle, 1856 – Londen, 1935) , die zichzelf na 1918 Herbert Carmichael noemde, was een Engels kunstschilder. Hij wordt gerekend tot de prerafaëlieten.

## Leven en werk
Schmalz werd geboren in Engeland als zoon van een Duitse vader en een Engelse moeder. Hij kreeg een conventionele kunstopleiding, eerst aan de ‘South Kensington Art School’ en later aan de Royal Academy of Arts, waar hij studeerde met Frank Dicksee, Stanhope Forbes en Arthur Hacker. Hij voltooide zijn studies in Antwerpen, aan de Koninklijke Academie voor Schone Kunsten.
Na zijn terugkeer naar Londen maakte Schmalz naam als schilder van historische taferelen, in een stijl die sterk beïnvloed werd door de prerafaëlieten, soms ook door het oriëntalisme. In 1884 had hij succes met de expositie van zijn schilderij Too Late bij de Royal Academy, een tafereel tegen de achtergrond van de val van Rome. Na een reis naar Jeruzalem in 1890 schilderde hij ook een aantal geprezen werken naar het Nieuwe Testament. Het meest bekend is wel Return from Calvary (1891) met de maagd Maria, Johannes de Doper en Maria Magdalena op de berg Golgotha, met Jeruzalem op de achtergrond, onder een dreigende hemel.
Na 1895 begon Schmalz in toenemende mate ook portretten te schilderen. In 1900 hield hij een grote solo-tentoonstelling onder de titel ‘A Dream of Fair Women’ in de Fine Art Society in Bond Street.
Schmalz was bevriend met William Holman Hunt, Val Prinsep en Frederic Leighton. Hij huwde met Edith Pullen, de zus van Leightons favoriete model Dorothy Lane. In 1918, na de Duitse nederlaag in de Eerste Wereldoorlog veranderde hij zijn naam in Herbert Carmichael. Hij overleed in 1935.

## Galerij

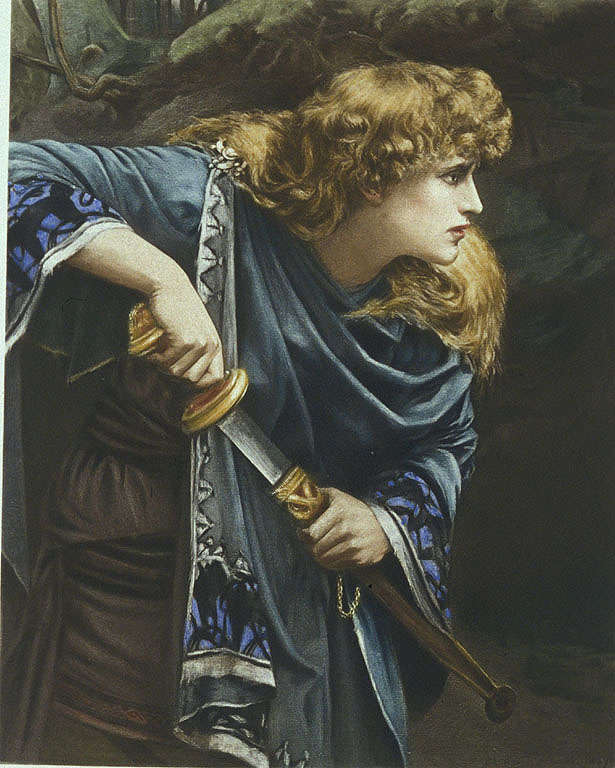
Shakespeares Imogen
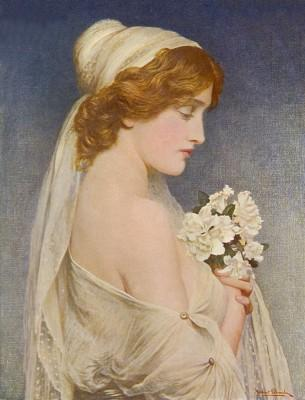
Iphigenia
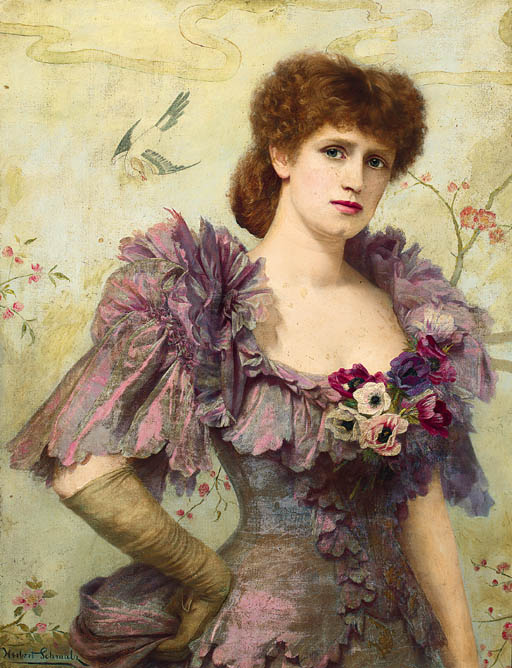
Lillie Langtry
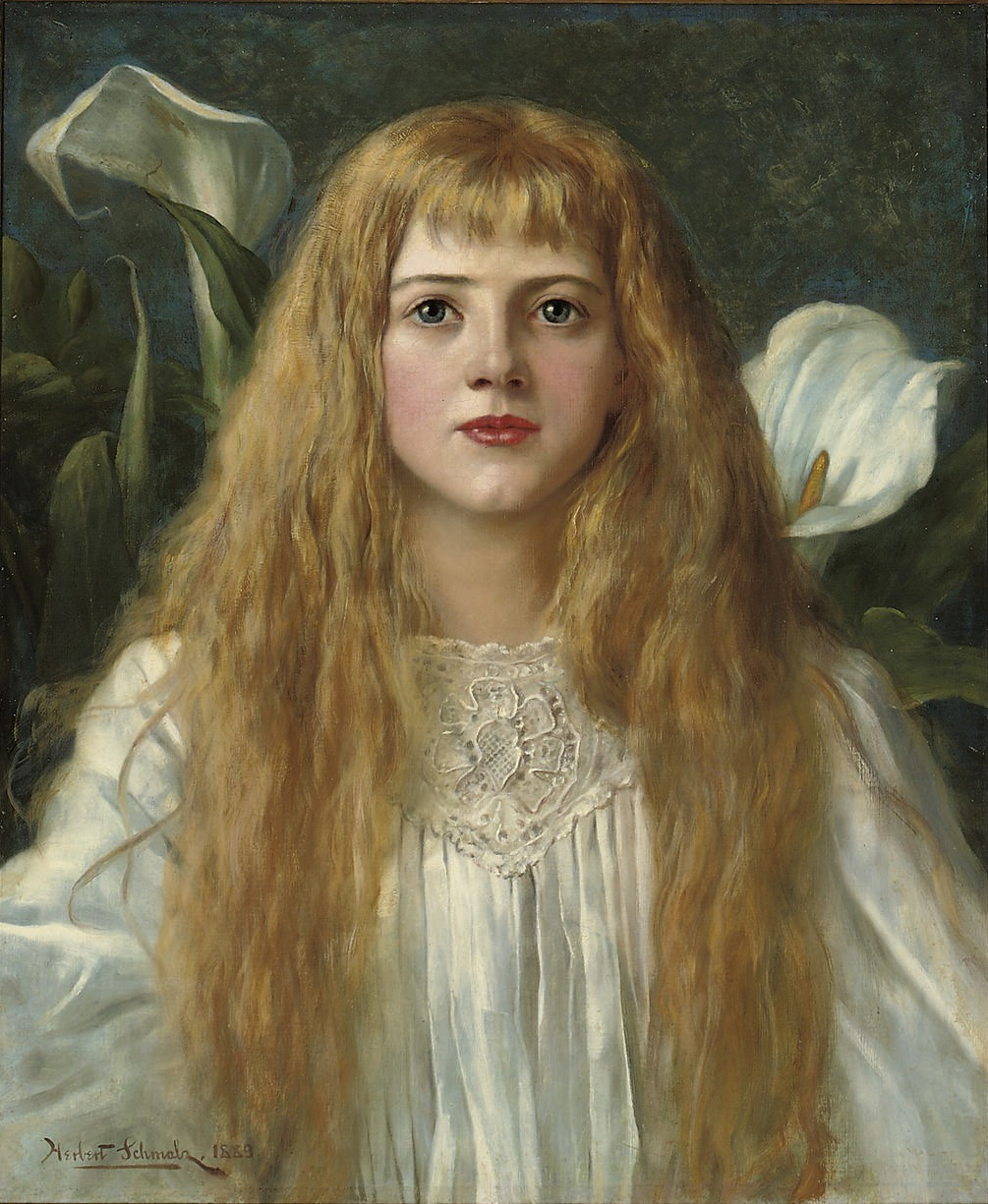
A Fair Beauty
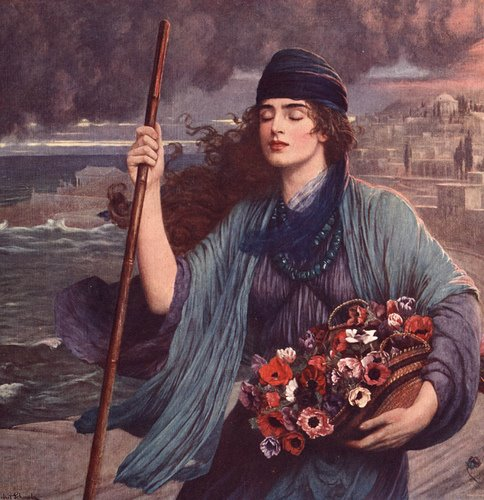
Nydia, the blind girl of Pompei
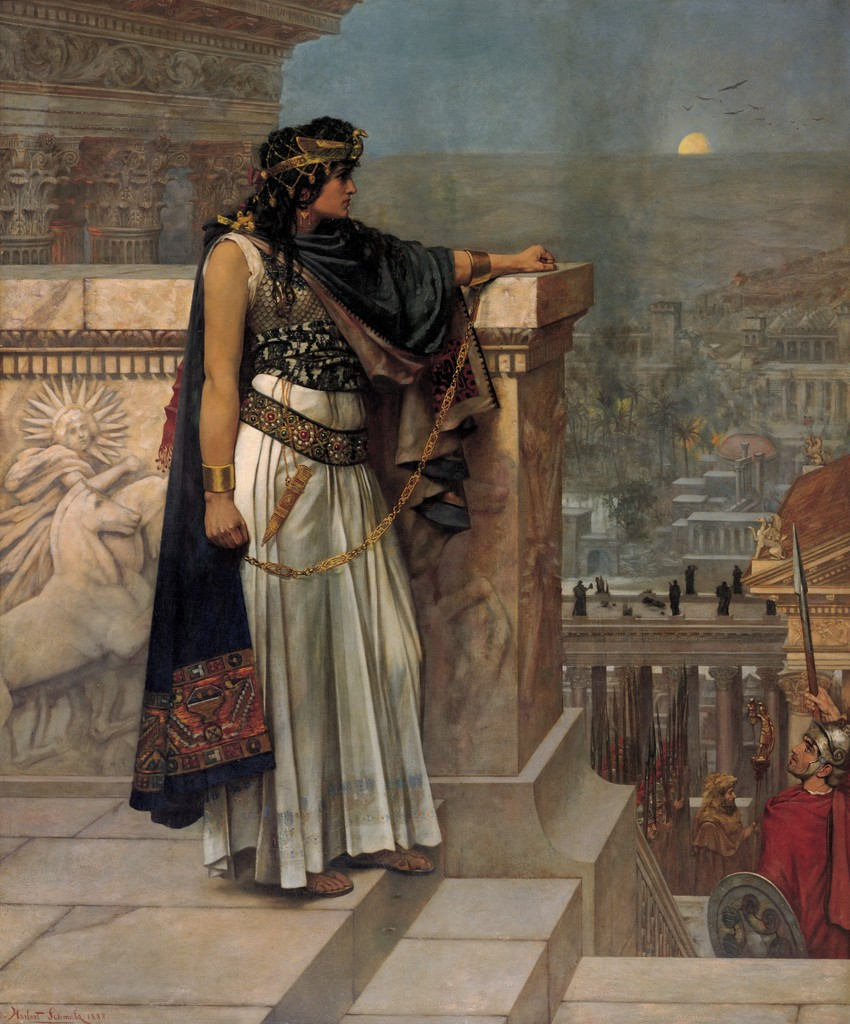
Zenobia
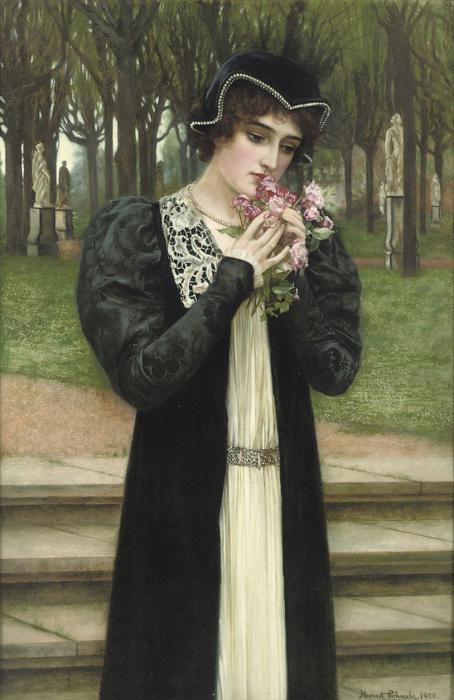
Girl with Flowers
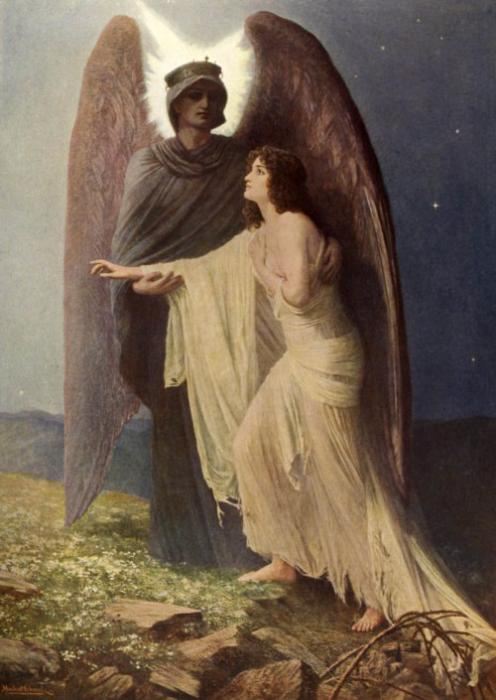
Great Awakening
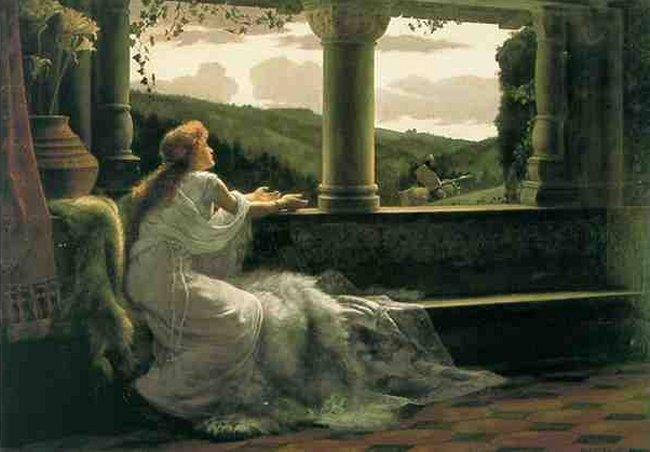
Elaine
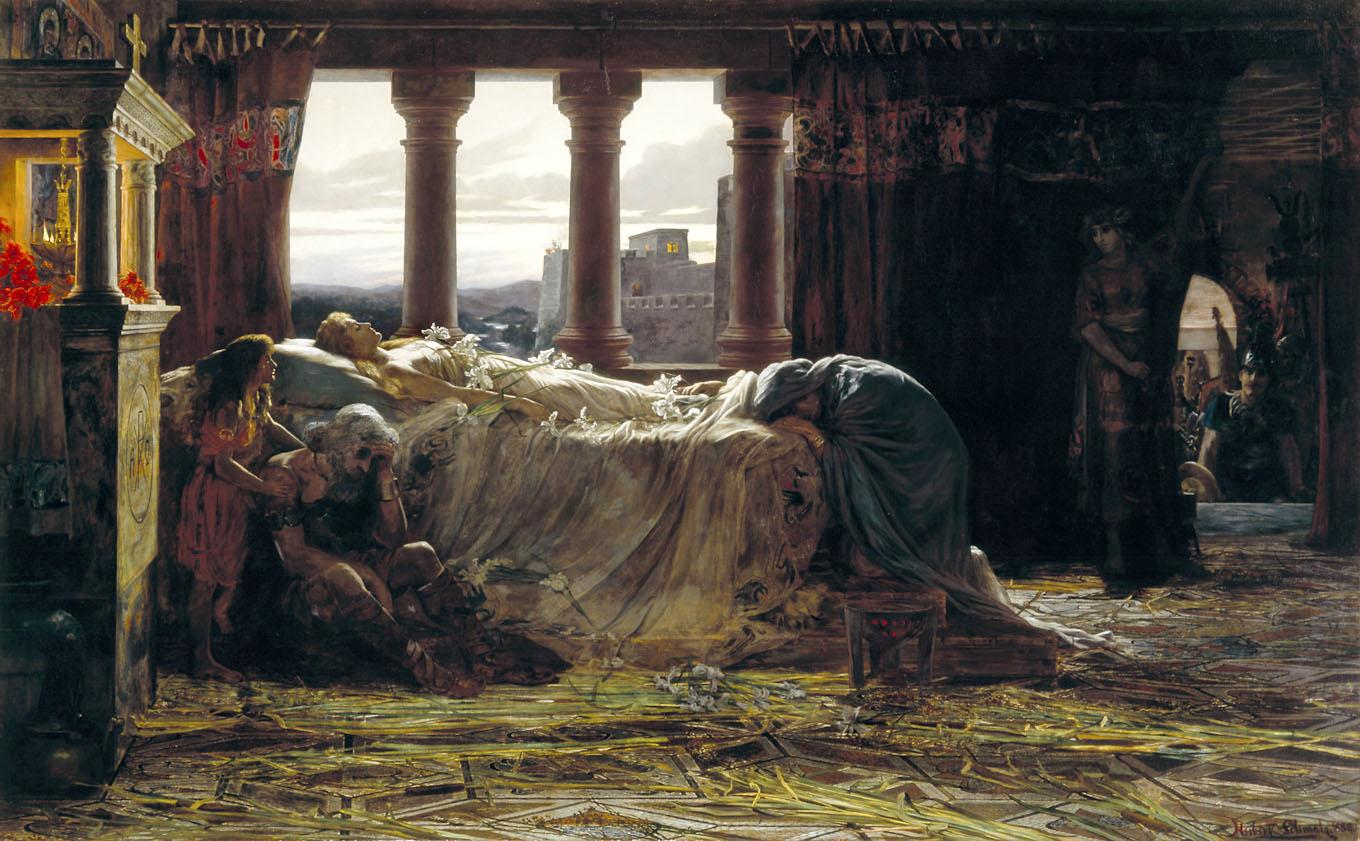
Too Late